# Kashinagara
Kashinagara is een stad en “notified area” in het district Gajapati van de Indiase staat Odisha. 

## Demografie
Volgens de Indiase volkstelling van 2001 wonen er 9.782 mensen in Kashinagara, waarvan 49% mannelijk en 51% vrouwelijk is. De plaats heeft een alfabetiseringsgraad van 43%. 